# Parroquia de San Mateo Apóstol (Punta del Hidalgo)
La Parroquia de San Mateo Apóstol es un templo ubicado en el barrio de Punta del Hidalgo, en el municipio de San Cristóbal de La Laguna (Tenerife, España). 

## Historia
A principios del año 1612, en una cueva de Punta del Hidalgo, fue hallado, por unos pescadores, un lienzo con una imagen sagrada que tras los oportunos estudios, se identificó con la imagen de San Mateo Apóstol y Evangelista. A partir de entonces, este lienzo se empieza a venerar con un marco de madera, en la ermita de la Virgen de la Consolación, que fue la primera ermita que tuvo el barrio de Punta del Hidalgo desde 1580. Su fiesta comienza a celebrarse el día de su festividad, el 21 de septiembre de 1613. 
Al ver que la devoción a este Apóstol comienza a prosperar en el pago de Punta del Hidalgo, el Obispo Bartolomé García Ximénez Rabadán, da permiso para construir una ermita para San Mateo a petición de Don Gaspar de Rodríguez, el 3 de enero de 1677. Cuatro meses después, el 6 de mayo de 1677, es bendecida la ermita de San Mateo, y ese mismo día el Obispo Bartolomé, nombra a San Mateo de forma perenne, Patrón de Punta del Hidalgo, pasando la Virgen de la Consolación a ser la Copatrona. 
En 1876, la Ermita de San Mateo es ampliada, y es enriquecido el lienzo con el marco de plata que luce hoy en día. La ermita es hoy en día iglesia parroquial. San Mateo en La Punta del Hidalgo es la única parroquia de toda la Diócesis de San Cristóbal de La Laguna consagrada a este Santo Apóstol y Evangelista